# Hylaeus xanthopoda
Hylaeus xanthopoda là một loài Hymenoptera trong họ Colletidae. Loài này được Vachal mô tả khoa học năm 1895.

## Hình ảnh

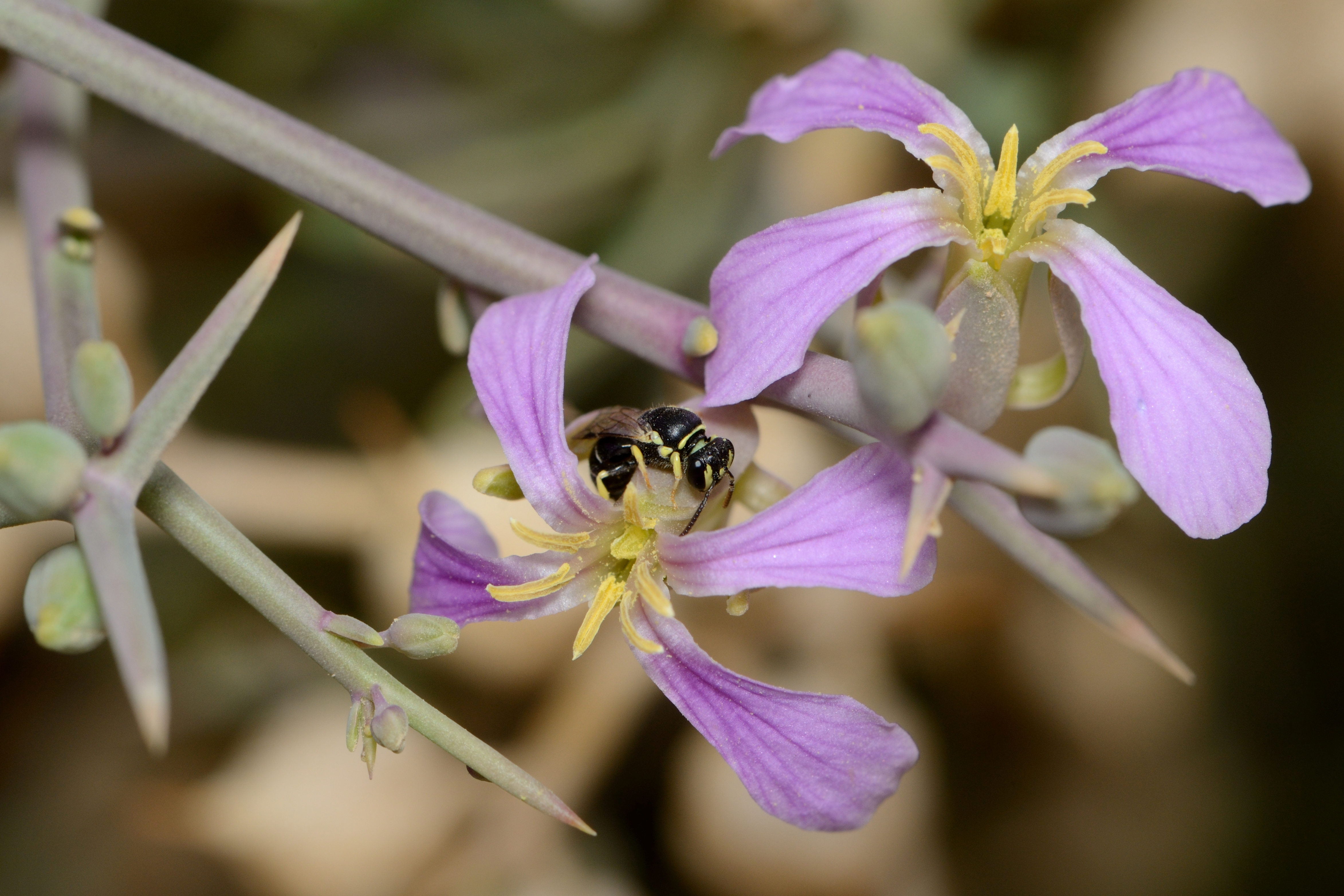